# 루이스 어드리크

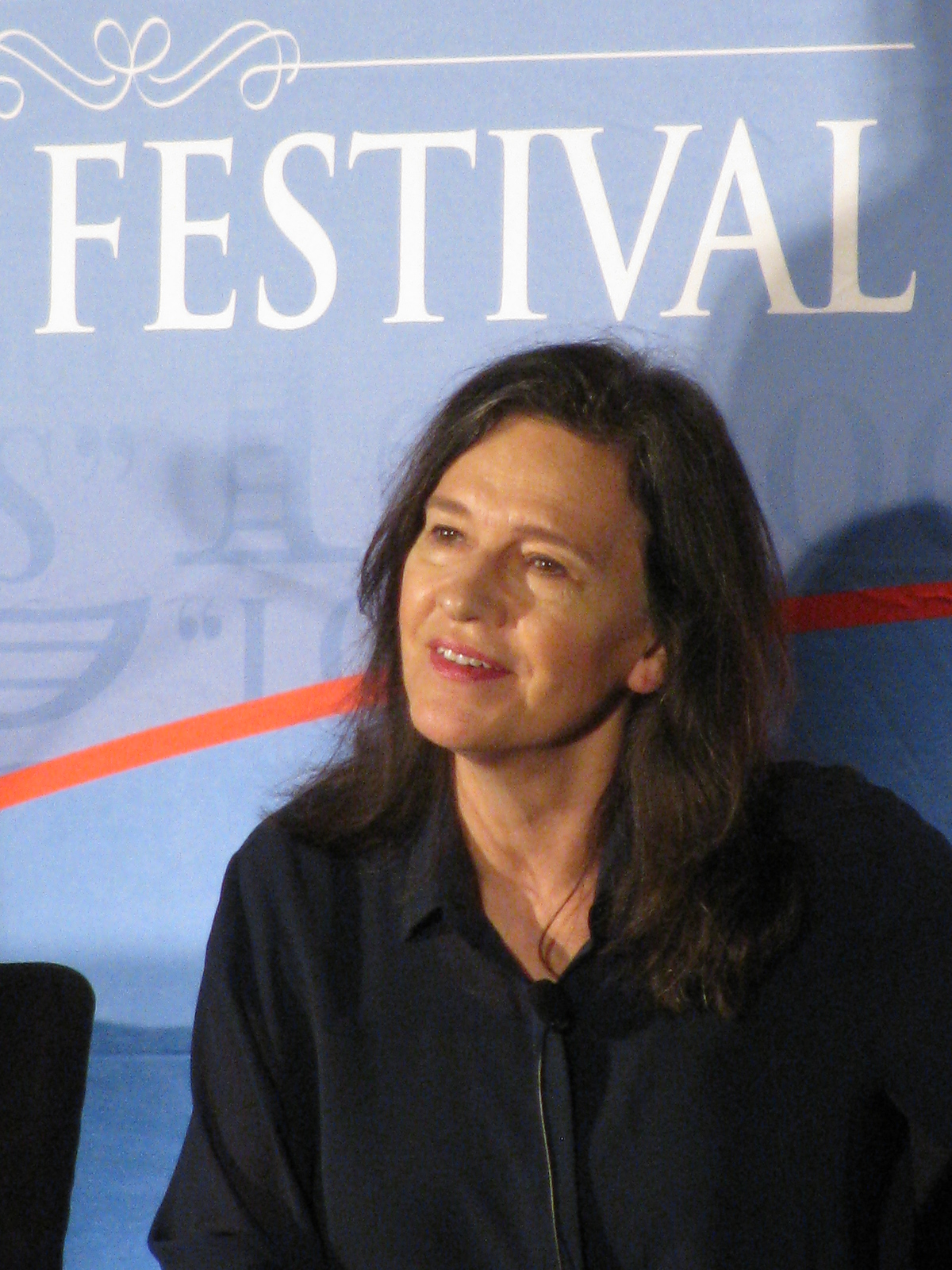
2015년 모습

루이스 어드리크(Louise Erdrich, 본명: Karen Louise Erdrich, /ˈɜːrdrək/ ER-drik, 1954년 6월 7일~)는 미국 원주민 캐릭터와 배경을 다룬 소설, 시, 동화책 작가이다. 연방 정부가 인정한 오지브와족 부족인 터틀 마운틴 오브 치페와 인디언스(Turtle Mountain Band of Chippewa Indians)의 등록 회원이다.
어드리크는 아메리카 원주민 르네상스의 두 번째 물결의 가장 중요한 작가 중 한 명으로 널리 호평을 받고 있다. 그녀는 소설, 논픽션, 시, 아동 도서를 포함해 모두 28권의 책을 썼다. 2009년 그녀의 소설 <비둘기의 역병>(The Plague of Doves)은 퓰리처상 픽션 부문 최종 후보에 올랐고 아니스필드-울프 도서상(Anisfield-Wolf Book Award)을 받았다. 2012년 11월, 소설 더 라운드 하우스(The Round House)로 전미도서상 소설 부문을 수상했다. 그녀는 2013년 Alex Awards를 수상했다. 그녀는 2015년 9월 전국 도서 페스티벌에서 미국 소설 부문 미국 의회 도서관상을 수상했다. 2021년에는 소설 더 나이트 워치맨(The Night Watchman)으로 픽션 부문 퓰리처상을 수상했다.
작가 마이클 도리스와 결혼했으며 두 사람은 여러 작품을 공동 작업했다. 두 부부는 1995년에 헤어졌다.
또한 아메리카 원주민 문학과 트윈 시티스(Twin Cities)의 원주민 커뮤니티에 초점을 맞춘 미니애폴리스의 작은 독립 서점인 버치박 북스(Birchbark Books)의 소유자이기도 하다.

## 같이 보기
- 조이 하조